# Valerius Romulus
Valerius Romulus, född 292 eller 295, död 309, var den västromerske kejsar Maxentius äldste son. Hans mor var Valeria Maximilla, dotter till kejsar Galerius. Han tjänade som romersk konsul med sin far under år 308 och 309. Han måste ha dött innan år 310 eftersom hans far var ensam konsul det året. Efter sin död blev han upphöjd till gud och ett tempel byggdes till hans ära.